# Усамљени бициклиста
„Усамљени бициклиста” (енгл. The Adventure of the Solitary Cyclist) је једна од 56 приповедака о Шерлоку Холмсу које је написао Артур Конан Дојл и четврта је прича у збирки кратких прича Повратак Шерлока Холмса. Објављена је у америчком часопису Collier's 26. децембра 1903, као и у британском часопису The Strand Magazine у јануару 1904. године.

## Радња
Шерлока Холмса контактира госпођица Вајолет Смит из Фарнема у Сарију због необичног преокрета у њеном и мајчином животу. Вајолетин отац је недавно умро и оставио своју жену и ћерку прилично сиромашне. Касније је у новинама постављен оглас са питањем где се оне налазе. Одговарајући на то, упознале су господина Каратерса и господина Вудлија, од којих је први довољно пријатан човек, али овај други је веома нападан. Дошли су из Јужне Африке, где су познавали Вајолетиног стрица Ралфа Смита, који је недавно такође умро у сиромаштву и који је желео да види да су његовд рођаке збринуте. Ово је Вајолет деловало чудно, пошто она и њена породица нису чули ни реч од Смита од његовог одласка у Јужну Африку пре 25 година. Каратерс и Вудли су објаснили да је Ралф пре смрти чуо за братовљеву смрт и осећао се одговорним за добробит његове породице.
Каратерс је почео тако што је Вајолет понудио посао учитељице музике за своју десетогодишњу ћерку, са платом од 100 фунти годишње, што је отприлике дупло више од текуће цене. Она је прихватила након што је Каратерс изјавио да може посећивати своју мајку викендом. То је ишло добро све док Вудли није дошао да остане на недељу дана. Константно ју је узнемиравао и хвалио се да ће, ако се Вајолет уда за њега, живети у луксузу. Чак ју је зграбио и захтевао пољубац, што је Каратерса натерало да га избаци из куће. Вајолет од тада није видела Вудлија.
Специфична ствар која је навела Вајолет да потражи Холмсове услуге, међутим, јесте чудан човек који је прати на свом бициклу док се она бициклом вози до и од железничке станице у посете мајци викендом. Чудан човек се увек држи на одстојању иза ње и нестаје без трага, никад је не пуштајући близу себе, и увек је на истом усамљеном делу пута. Вајолет га не препознаје, али говори Холмсу да има црну браду. Холмс је пита о њеним обожаваоцима, а осим Вудлија, ако се то може тако обликовати, она може да се сети једино господина Каратерса, који је, иако у сваком тренутку савршен џентлмен, наизлгед заљубљен у њу.
Након што Вајолет оде, Холмс примећује да је чудно то да домаћинство плаћа 100 фунти годишње за учитељицу музике, али не жели да купи кочију и коње. Шаље др Вотсона у Сари да види шта може да сазна. Вотсон не сазнаје практично ништа, осим што утврђује да је Вајолетина прича истинита и да тајанствени човек излази и враћа се у локалну кућу, Чарлингтон Хол. Холмс критикује Вотсона због његових лоших резултата. Те вечери добијају и писмо од Вајолет у којој пише да ју је Каратерс запросио, али је морала да га одбије пошто је већ верена за човека по имену Сирил Мортон, инжењера електротехнике из Ковентрија.
Холмс сам одлази у Сари, и потуче се у пабу због својих невоља; када се врати и исприча Вотсону шта се догодило, он заправо своје искуство у Сарију сматра урнебесним. Чини се да је Вудли већ био у пабу и да је чуо како се његово име помиње у разговору. Пришао је Холмсу и захтевао да зна ко је он и шта жели. Разговор је прерастао у насиље; Холмс се појавио са неколико модрица, док су Вудлија морали да однесу кући. Крчмар је само споменуо да је Вудли редован викенд гост у Чарлингтон Холу, који изнајмљује Вилијамсон, који је, како се прича, свештеник.
Холмс се враћа у Улицу Бејкер 221б помало отеклог лица, а од Вајолет стиже још једно писмо у коме пише да је њена ситуација постала немогућа због Каратерсове просидбе и поновног појављивања господина Вудлија. Она је дала отказ. Холмс зна да се спрема нека сплетка и каже Вотсону да морају сами да оду у Сари да виде да Вајолет стиже до станице. Каратерс јој је коначно изнајмио кочију и овај пут она не мора да иде бициклом.
Пошто није схватио да би Вајолет могла да крене возом раније него иначе, Холмс открива да је прекасно да се састане са њом. Кочија долази тим путем, али у тренутку када наиђе, нико није у њој: Вајолет је киднапована. Холмс и Вотсон се укрцавају у празну кочију у покушају да крену за отмичарима. Они се сусрећу лицем у лице са мистериозним бициклистом, који на њих повлачи револвер; међутим, обе стране брзо схватају да су на истој страни – обе имају на уму Вајолетино добро. Бициклиста изјављује да су отмичари Вудли и Вилијамсон. Он очигледно зна нешто више о интригама.
Њих тројица прво проналазе онесвешћеног коњушара, који је возио ту кочију, у жбуњу, а затим проналазе све три особе које су тражили на земљишту Чарлингтон Хола, при чему обезређени свештеник обавља церемонију венчања између друго двоје. Невеста је невољно доведена, судећи по повезу преко њених уста. Вудлијево хвалисање да се оженио Вајолет наводи мистериозног бициклисту, за кога се открило да је Каратерс, да извади свој револвер и пуца у Вудлија, ранивши га.
Интрига је заиста укључивала стрица Ралфа из Јужне Африке. Умирао је када су Каратерс и Вудли отишли, али далеко од тога да је био без новца током своје смрти. Откривено је да је у стварности стриц Ралф стекао велико богатство. Пошто је био неписмен, он би умро без тестамента, и стога би Вајолет наследила његово богатство као Ралфов најближи рођак. Двојица превараната су кренула у Енглеску у нади да ће се један од њих оженити Вајолет – Вудли је добио шансу током картања на броду – и морали су да увуку Вилијамсона у заверу, обећавајући му део добити. План је пошао по злу када се Вудли прво показао као груб, а затим се Каратерс заљубио у Вајолет, а након тога није желео ништа да има са својим бившим савезницима. Почео је да се маскира и да је прати док је возила свој бицикл поред Чарлингтон Хола, где је знао да би Вудли и Вилијамсон могли да је чекају.
Вудлија и Вилијамсона чекају тешке казне, али Каратерс добија само неколико месеци због Вудлијеве лоше репутације. Холмс уверава Каратерса да је „брак” који је извео Вилијамсон неважећи; не само да је изведен против Вајолетине воље, већ је и Вилијамсону одузет статус свештеника и стога није имао овлашћења да легализује брак.

## Историја објављивања
Приповетка је објављена у америчком часопису Collier's 26. децембра 1903, као и у британском часопису The Strand Magazine у јануару 1904. године. Прича је објављена са пет илустрација Фредерика Дора Стила у часопису Collier's и са седам илустрација Сиднеја Паџета у часопису The Strand Magazine. Уврштена је у збирку кратких прича Повратак Шерлока Холмса, која је објављена у САД у фебруару 1905. и у Великој Британији у марту исте године.
Уредник часописа The Strand Magazine одбио је прву верзију ове приче јер Холмс није био много укључен у заплет.
Конан Дојл није био баш задовољан овом приповетком и веровао је да су прве три приче у збирци Повратак Шерлока Холмса („Празна кућа”, „Норвудски градитељ” и „Ликови плесача”) биле боље од ове приче. Он такође прави пропуст у наративу када експлицитно помиње посету Вајолет Смит Холмсу која се догодила у суботу, 23. априла 1895; 23. април те године пао је на уторак.

## Адаптације

### Филм и телевизија
Прича је адаптирана као кратки неми филм 1921. године, који је био део филмског серијала са Еје Норвудом у улози Шерлока Холмса.
Прича је прилагођена за серију Шерлок Холмс из 1968. са Питером Кушингом. Епизода је сада изгубљена.
Епизода серије Авантуре Шерлока Холмса са Џеремијем Бретом била је релативно верна оригиналној причи; међутим, завршава се комично када Холмсов хемијски експеримент проузрокује да се стан напуни димом и доводи ватрогасце на лице места. (Хемијски експеримент – без дима – је из приче „Поморски споразум”.)

### Радио
Причу је адаптирала Едит Мејзер као епизоду америчке радио-серије Авантуре Шерлока Холмса. Епизода је емитована 27. априла 1931, са Ричардом Гордоном у улози Шерлока Холмса и Лијем Ловелом као др Вотсоном. Римејк сценарија емитован је 20. јуна 1936. (са Гордоном као Холмсом и Харијем Вестом као Вотсоном).
Мејзерова је такође адаптирала причу за америчку радио-серију Нове авантуре Шерлока Холмса, са Бејзилом Ратбоном као Холмсом и Најџелом Брусом као Вотсоном. Епизода је емитована 26. октобра 1941. године.
Џон Гилгуд је играо Шерлока Холмса, а Ралф Ричардсон је играо Ватсона у радио-адаптацији приче која је емитована 30. новембра 1954. на BBC Light програму. Продукција је такође емитована на NBC радију 27. фебруара 1955. године.
Мајкл Хардвик је адаптирао причу за BBC Light програм као део радио-серије из 1952–1969. у којој су глумили Карлтон Хобс као Холмс и Норман Шели као Вотсон. Емитована је 1964. године.
Адаптација приче емитована на BBC радију 1978. године, у којој су глумили Бари Фостер као Холмс и Дејвид Бак као Вотсон. Адаптирао ју је Мајкл Бејквел.
Приповетка је драматизована за BBC Radio 4 током 1993. године од стране Берта Кулса као део радио-серије из 1989–1998. у којој су глумили Клајв Мерисон као Холмс и Мајкл Вилијамс као Вотсон, а поред њих су се појавили Денис Квили као Боб Каратерс, Сузана Харкер као Вајолет Смит, Дејвид Холт као Џек Вудли и Питер Пенри-Џоунс као Вилијамсон.
Прича је 2015. адаптирана као епизода Класичних авантура Шерлока Холмса, серијала у америчкој радио-емисији Imagination Theatre, у којој су глумили Џон Патрик Лоури као Холмс и Лоренс Алберт као Вотсон.